# 鮑里斯·伊凡
鲍里斯·米哈伊洛维奇·伊凡（俄語：Борис Михайлович Иофан，IPA：[ɪɐˈfan]；1891年4月28日—1976年3月11日）是一名犹太裔苏联建筑师，以其斯大林主义建筑闻名，1976年10月20日被评为苏维埃人民建筑师。